# Томська область
То́мська о́бласть (рос. То́мская о́бласть) — суб'єкт Російської Федерації, входить до складу Сибірського федерального округу.
Адміністративний центр — місто Томськ.
Межує на півночі з Тюменською областю й Ханти-Мансійським автономним округом, на півдні — з Кемеровською й Новосибірською областями, на заході — з Омською областю, на сході із Красноярським краєм.
Утворено 13 серпня 1944 року.

## Географія
Протяжність області з півночі на південь — близько 600 км, із заходу на схід — 780 км. Таким чином, за площею Томська область приблизно на 1,5 % більша за Польщу (і майже в 40 разів менша за Польщу за населенням).
Велика частина території області важкодоступна, оскільки є тайгою (ліси займають 63 % площі) і болотами (28,9 %, зокрема найбільше у світі Васюганське болото).
Найвища точка області — 274 м над рівнем моря, найнижча — 34 м над рівнем моря.
Найбільше озеро — Мирне (Парабельський район), площа дзеркала 18,3 км².
Клімат континентальний. Головна річка — Об, перетинає область по діагоналі з південного сходу на північний захід, ділячи область на дві майже рівні частини.

### Природні ресурси
Область багата на природні ресурси, такі як нафта (82 родовища, 1449 млн т), природний газ (632 млрд м³), чорні і кольорові метали, буре вугілля — 74,7 млрд т (перше місце за запасами в Росії), торф (друге місце за запасами в Росії) і підземні води. В області знаходиться Бакчарське залізорудне родовище, що є одним з найбільших у світі (57 % всього залізняку Росії), загальний обсяг запасів — 90 млрд т. На території області розташована безліч родовищ сировини для будівельних матеріалів: глини, піску, вапняків, глинястих сланців, гравію.
Середнє Приоб'я має мінералізовані підземні води на глибині 1100—2250 м. У районі міста Томська є виходи радонових вод. Крім того, є розвідані запаси каоліну, тугоплавких глин, скляних і ільменіт-цирконієвих пісків (ільменіт — 3,4 млн т, циркон — 1380 тис. т), лейкоксена і рутилу (600 тис. т), бокситів, бурого вугілля, цинку, золота, платини і титану.
Ліси — один з найбільш значущих активів області: близько 20 % (більше 26,7 млн га) лісових ресурсів Західного Сибіру знаходяться в області. На території області мешкають 28 видів диких тварин, більше 40 видів птахів і 15 видів риб, що мають промислове значення, проводиться заготівля кедрового горіха, грибів і ягід.
В області 15 зоологічних заповідників (Томський, Верхнє-Соровський, Іловський, Калтайський, Карегодський, Кеть-Касський, Мало-Юксинський, Октябрський, Осетрово-нельмовий, Панінський, Першинський, Поськоєвський, Тонгульський, Оглатський, Чичка-Юльський), 3 ландшафтних (Ларинський, Поль-то, Васюганський) і 1 ботанічний (Южнотаєжний).
У області виявлено 145 пам'яток природи, з яких 69 розташовані в районі Томська, зокрема, Таловські чаші, Синій Утес, Дизвездний ключ, Озеро Піщане і ін.

### Річки
В області налічується 18,1 тис. річок, струмків і інших водотоків, загальною протяжністю близько 95 тис. км, зокрема — 1620 річок протяжністю більше 10 км (сумарна довжина цих річок становить 57,2 тис. км). Головною водною артерією є річка Об. Протяжність Обі в межах області становить 1065 км. Основні притоки Обі, що впадають в неї на території області: Том, Чулим, Чая, Кеть, Парабель, Васюган, Тим. Тривалість навігаційного періоду — 170—180 днів.

## Часовий пояс
Томська область відповідно до чинного законодавства віднесена до шостої часової зони (MSK+4), що неофіційно називається красноярським часом. Міжнародне позначення KRAT (Krasnoyarsk Time). Розбіжність з UTC складає 7 годин протягом усього року (UTC+7), оскільки сезонні зміни часу в регіоні, як і у всій РФ, відсутні. При цьому географічно західна частина області лежить у межах п'ятого часового поясу, менша, включно з адмінцентром — містом Томськ — у шостому. З 1924 по 1957 межею часових поясів у кордонах області була річка Об та меридіан 82,5, а з березня 1957 року використовується єдиний час: UTC+7 з 1957 по 1995 (літній час UTC+8 у 1981—1995 роках), UTC+6 (омський час) з 1995 по 2011 (літній час UTC+7 у 1995—2011 роках), UTC+7 у 2011—2014, UTC+6 у 2014—2016, UTC+7 з 2016.

## Історія
Розвиток території регіону почався в кінці XVI століття-початку XVII століття. Найстарішим поселенням в регіоні є село (колишнє місто) Нарим, засноване в 1596 році.
Адміністративний центр регіону, місто Томськ, був заснований в 1604 році. Надалі стає адміністративним центром Томського повіту [28]. З 1708 по 1782 рік округ був частиною сибірської провінції. У 1782 році вперше (за рішенням імператриці Катерини II)[джерело?] Томська область була сформована як частина заступника губернатора Тобольська [28] з Сибірського царства. Томська область складалася з ачинських повітів, Єнісею, Канска, Нарима, Томська і Туруханського[28].
З 1796 по 1804 рік Томська область була частиною Тобольської провінції [28]. У 1804 році утворилася Томська провінція, яка існувала до 1925 року, коли вона стала частиною сибірської території (з 1930 року-Західної сибірської території) [28]. Томська область, що займає велику територію від північних островів країни до Напівбалатинська на півдні, спочатку включала вісім повітів (пізніше районів): Бійськ, Єнісей, Кайнський, Красноярськ, Кузнецький, Наримський, Томський і Туруханський [28].
Після скасування поділу у волосах, повітах і провінціях Радянської Росії територія сучасної Томської області послідовно входила в томські і Наримські райони, спочатку з сибірської території, потім із Західної сибірської території і Новосибірської області.
Томська область була відновлена 13 серпня 1944 року шляхом відділення частини районів колишніх районів Томська і Нарима від Новосибірської області (з втратою частини південних районів, які стали частиною новоствореної Кемеровської області).
26 червня 1967 року регіон отримав наказ Леніна[29].
26 липня 1995 року була прийнята Статут Томської області.

## Населення

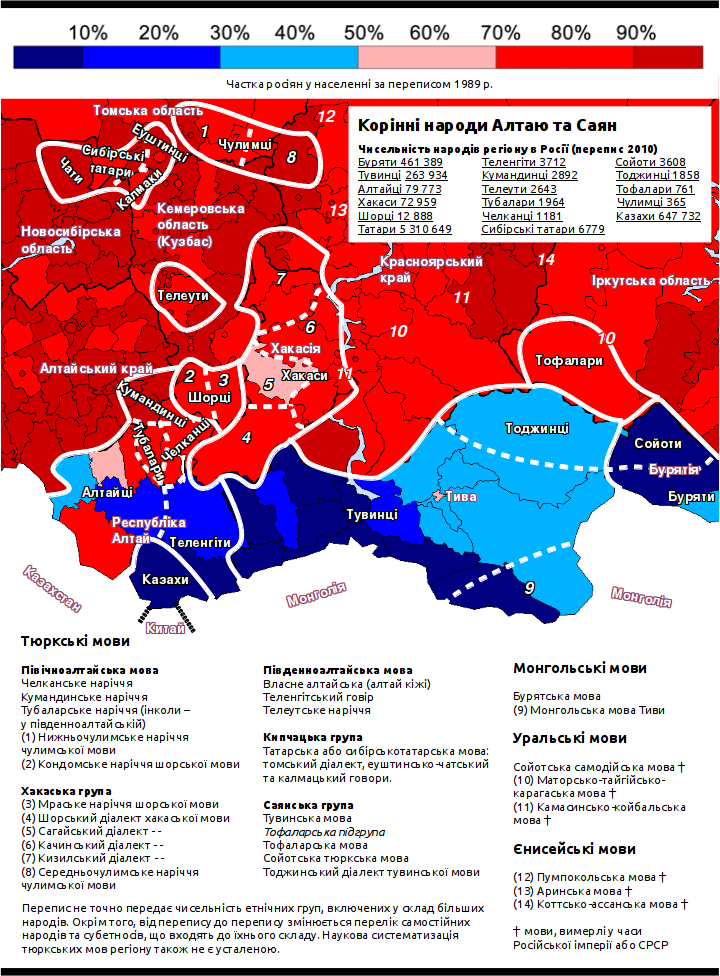
Етнографічна мапа заходу Томської області

Населення 1,033 млн осіб (2005), 51-а за чисельністю населення серед суб'єктів Російської Федерації (0,7 % населення Росії), з них 68,1 % — міське, густота населення — 3,3 осіб/км².
До приєднання території області до Росії в XVII столітті основне населення становили сибірські татари, селькупи і ханти.
Згідно зі Всеросійським переписом населення 2002 року, національний склад був таким:
| Народ         | Чисельність, 2002, % (* [Архівовано 24 січня 2012 у WebCite]) |
| ------------- | ------------------------------------------------------------- |
| Росіяни       | 90,8 %                                                        |
| Татари        | 1,9 %                                                         |
| Українці      | 1,6 %                                                         |
| Німці         | 1,3 %                                                         |
| Білоруси      | 0,5 %                                                         |
| Азербайджанці | 0,4 %                                                         |

## Доходи мешканців Томської області
Величина прожиткового мінімуму в Томській області становить 3819 рублів (ІІ квартал 2007 року) і коливається від 3471 у Томську до 5044 у Стрежевому.
| Рік           | У середньому, руб. | Зміна, % | Працездатні | Пенсіонери | Діти  |
| ------------- | ------------------ | -------- | ----------- | ---------- | ----- |
| 2007, II кв.  | 3 819              | + 3,5 %  | 4 079       | 2 933      | 3 664 |
| 2007, I кв.   | 3 690              | + 3,3 %  | 3 924       | 2 867      | 3 575 |
| 2006, IV кв.  | 3 572              | + 0,4 %  | 3 829       | 2 712      | 3 423 |
| 2006, III кв. | 3 557              | + 0,6 %  | 3 817       | 2 693      | 3 400 |
| 2006, II кв.  | 3 535              | + 1,9 %  | 3 793       | 2 678      | 3 377 |
| 2006, I кв.   | 3 470              |          | 3 722       | 2 630      | 3 324 |

## Політичний устрій
Губернатор Томської області — Сергій Жвачкін. Обласна дума складається з 42 депутатів, голова — Оксана Козловська.
Депутатська група «Єдина Росія» нараховує 20 депутатів. Група була створена спішним порядком восени 2004 року, тобто практично через три роки після виборів. До цього переважна більшість її членів називали себе незалежними депутатами.

## Адміністративно-територіальний поділ
У Томській області 4 міських округа, 16 муніципальних районів, 3 міських і 117 сільських поселень, 576 сільських населених пунктів.

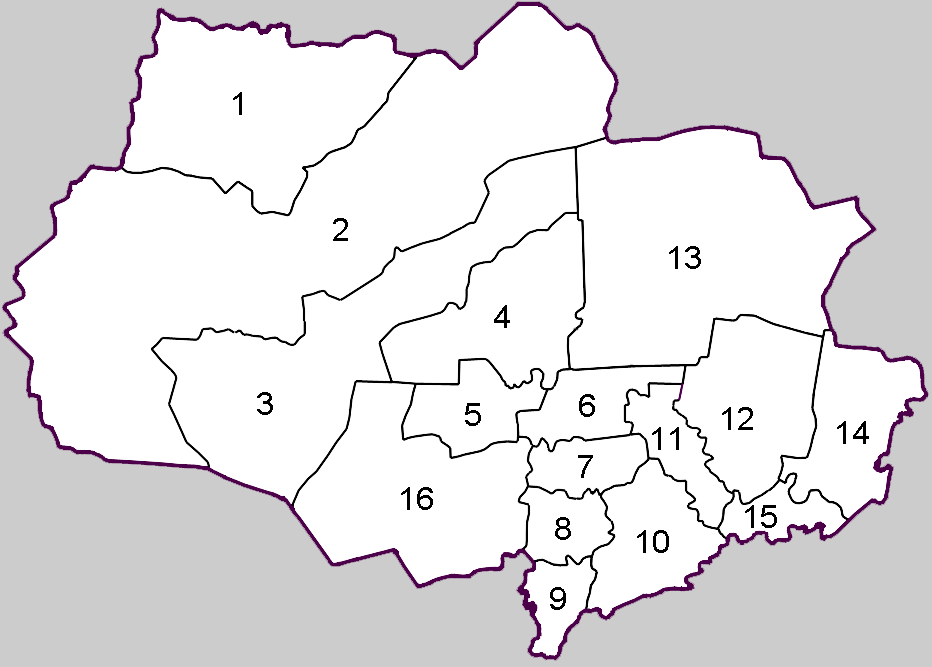
Адміністративний устрій Томської області

| Район, міський округ     | Площа, км² | Населення, осіб (2002) | Населення, осіб (2010) | Населення, осіб (2018) | Населення, осіб (2021) | Центр           | Поселення | Населені пункти |
| ------------------------ | ---------- | ---------------------- | ---------------------- | ---------------------- | ---------------------- | --------------- | --------- | --------------- |
| Александровський район   | 29979      | 10136                  | 8686                   | 8019                   | 7605                   | Александровське | 6         | 8               |
| Асінівський район        | 5943       | 40979                  | 36459                  | 33713                  | 33862                  | Асіно           | 7         | 40              |
| Бакчарський район        | 24687      | 15963                  | 13419                  | 11904                  | 11399                  | Бакчар          | 6         | 24              |
| Верхньокетський район    | 43349      | 18300                  | 17052                  | 15890                  | 14842                  | Білий Яр        | 9         | 19              |
| Зирянський район         | 3966       | 16052                  | 13179                  | 11714                  | 11306                  | Зирянське       | 5         | 25              |
| Каргасоцький район       | 86857      | 24756                  | 21814                  | 19303                  | 17682                  | Каргасок        | 12        | 31              |
| Кожевниковський район    | 3908       | 22582                  | 20967                  | 20287                  | 20414                  | Кожевниково     | 8         | 38              |
| Колпашевський район      | 17112      | 48164                  | 41183                  | 38439                  | 33325                  | Колпашево       | 6         | 37              |
| Кривошиїнський район     | 4380       | 15848                  | 13285                  | 12083                  | 12222                  | Кривошиїно      | 7         | 22              |
| Молчановський район      | 6351       | 15591                  | 13446                  | 12269                  | 12304                  | Молчаново       | 5         | 19              |
| Парабельський район      | 35846      | 13533                  | 12595                  | 12368                  | 11494                  | Парабель        | 5         | 33              |
| Первомайський район      | 15554      | 21260                  | 18947                  | 16764                  | 17050                  | Первомайське    | 6         | 44              |
| Тегульдетський район     | 12271      | 8357                   | 6937                   | 6017                   | 6465                   | Тегульдет       | 4         | 14              |
| Томський район           | 10039      | 66131                  | 68652                  | 75154                  | 88968                  | Томськ          | 19        | 128             |
| Чаїнський район          | 7242       | 13888                  | 12920                  | 11654                  | 11713                  | Підгорне        | 4         | 36              |
| Шегарський район         | 5030       | 22551                  | 20306                  | 18984                  | 19958                  | Мельниково      | 6         | 37              |
| Кедровий міський округ   | 1697       | 3052                   | 3948                   | 3199                   | 2664                   | Кедровий        | -         | 7               |
| Сєверський міський округ | 486        | 115619                 | 115331                 | 113843                 | 112971                 | Сєверськ        | -         | 6               |
| Стрежевий міський округ  | 213        | 43815                  | 42219                  | 41475                  | 39169                  | Стрежевий       | -         | 1               |
| Томський міський округ   | 295        | 487838                 | 546049                 | 595201                 | 577253                 | Томськ          | -         | 8               |

## Населені пункти
Населені пункти з населенням понад 10 тисяч осіб:
| Населений пункт  | Населення, осіб (2002) | Населення, осіб (2010) | Населення, осіб (2018) | Населення, осіб (2021) |
| ---------------- | ---------------------- | ---------------------- | ---------------------- | ---------------------- |
| Томськ           | 487838                 | 524669                 | 574002                 | 556478                 |
| Сєверськ         | 109101                 | 108590                 | 107494                 | 106648                 |
| Стрежевий        | 43815                  | 42219                  | 41475                  | 39169                  |
| Асіно            | 28068                  | 25618                  | 24351                  | 24913                  |
| Колпашево        | 28441                  | 24124                  | 23209                  | 20824                  |
| Зональна Станція | 5035                   | 5813                   | -                      | 15421                  |

## Економіка

### Промисловість
За оцінкою Мінекономрозвитку Росії область в 2004 році відносилася до регіонів з рівнем розвитку вище середнього (18-е місце по країні). При цьому область займала 14-е місце за розміром середньомісячної заробітної плати, обсягу платних послуг на душу населення, надходженню податків до бюджету на душу населення. Основні пріоритети економічного розвитку — паливно-енергетичний, науково-освітній комплекси і малий бізнес.
У 2004 році промисловість дала 45,5 % регіонального ВВП, сільське господарство — 19 % і будівництво — 13 %. З галузей промисловості найрозвиненіші в регіоні паливна (52,8 %) зокрема нафтовидобуток (48,5 %) і машинобудування (12,6 %). хімічна і нафтохімічна промисловість.
Велика частка кольорової металургії (8,9 % у 2004, 20,3 % у 2001) пояснюється тим, що продукція Сибірського хімічного комбінату за традицією відноситься до цієї галузі.
Основні експортні продукти: нафта (62,1 %), метанол (30,2 %), машини і устаткування (4,8 %). Спільні підприємства регіону переважно спеціалізуються на видобуванні нафти та лісозаготівлі.
Основні галузі сільського господарства — м'ясо-молочне тваринництво, звіроводство і рослинництво.

### Транспорт
Відгалуження федеральної автодороги М53. Регіональні траси Р398 (Томськ—Колпашево), Р399 (Каргала—бакчар), Р400 (Томськ—Маріїнськ). Будується Північна широтна магістраль.
Томська залізнична магістраль Тайга—Томськ—Білий Яр.
Аеропорт Богашево в Томську. Малі аеропорти в Колпашевом, Стрежевом.
Головні водні артерії — Об, Том, Чулим, Кеть, Васюган.

## Освіта
Однією з найважливіших галузей є вища освіта. У Томську 6 державних вузів, зокрема Томський державний університет — перший університет, заснований в азійській частині Росії (1878), по числу студентів на душу населення Томськ займає одне з перших місць в країні. Також є один ВНЗ в Сєверську, місті-супутнику Томська.

## ЗМІ
Крупні газети: «Вечірній Томськ» [Архівовано 3 вересня 2007 у Wayback Machine.], «Червоне знамя», «Томський тиждень», «Томський вісник», «Томські новини»
Радіостанції: Радіо Сибір [Архівовано 27 серпня 2007 у Wayback Machine.], Томське Радіо
Телекомпанії: ДТРК Томськ [Архівовано 11 травня 2008 у Wayback Machine.], Відкриті небеса, ТВ2 [Архівовано 2 лютого 2012 у WebCite]